# Церковь Пресвятой Девы Марии Победительницы (Краков)

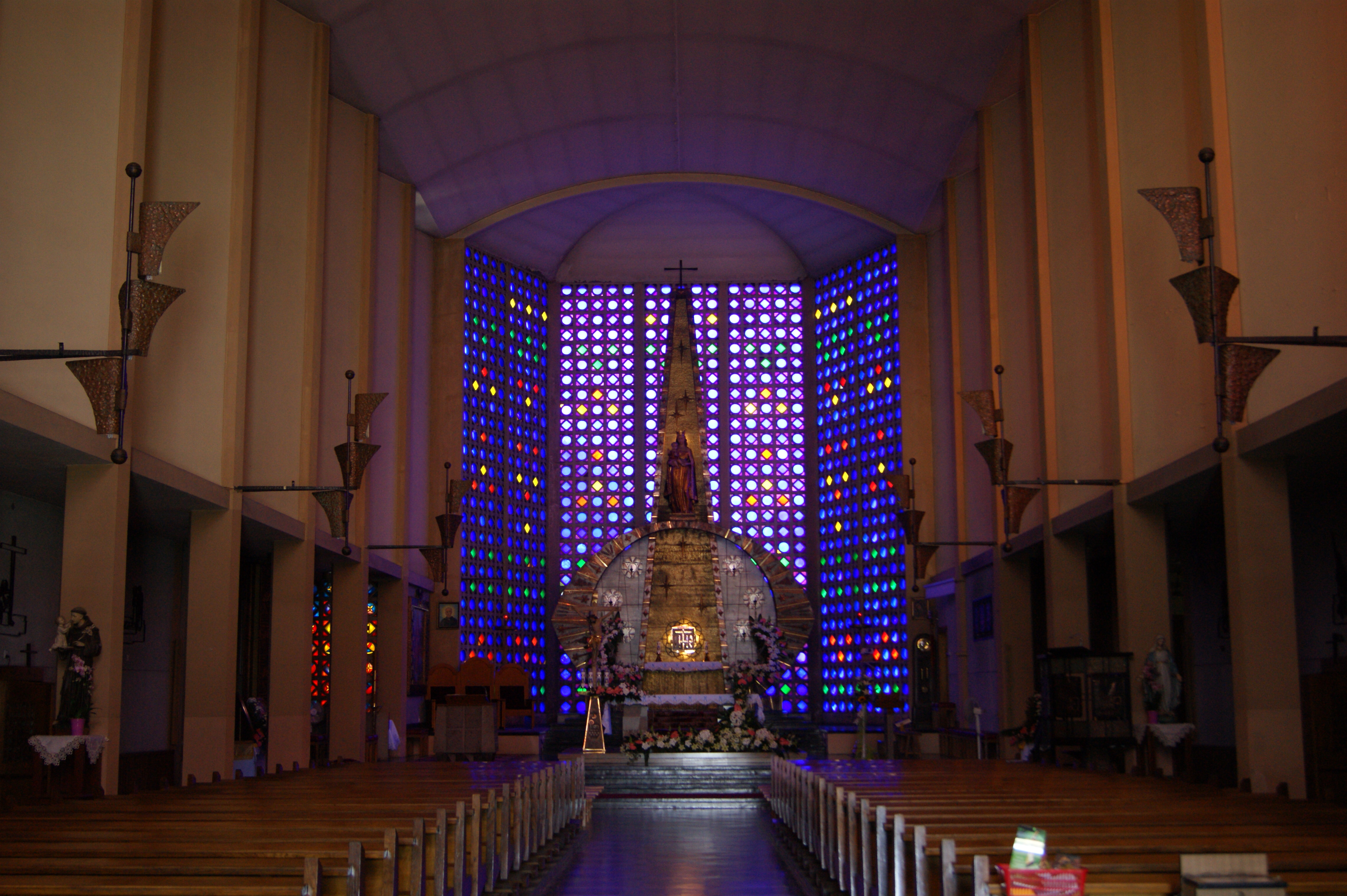
Внутренний интерьер церкви

Церковь Пресвятой Девы Марии Победительницы (пол.  Kościół Matki Bożej Zwycięskiej) — католическая церковь, находящаяся в Кракове по адресу ул. Закопанской, 86.
Строительство храма в модернистском стиле из железобетона началось в 1937 году по проекту польского архитектора Тадеуша Руте. Вторая мировая война прервала строительство церкви. Во время войны недостроенный храм использовался немцами в качестве склада. После войны в недостроенном храме начались богослужения. В 1947 году закончилось строительство. 26 октября 1947 года состоялось освящение храма, которое совершил краковский архиепископ кардинал Кароль Войтыла.
Церковь является однонефным храмом с двухскатной крышей. Перед фасадом находится отдельно стоящая колокольня с ажурной вершиной, на которой находится крест. Главный алтарь церкви спроектировал польский скульптор Ян Будзилла и полностью был закончен в 1978 году скульптором Антонием Оремусом. Возле алтаря находится каменная скульптура Пресвятой Девы Мари, датируемая 1916 годом, автором которой был польский скульптор Константы Лящка. Эту скульптуру подарил приходу кардинал Адам Стефан Сапега.
Окна храма украшены установленными в 60-х годах XX столетия витражами авторства Вацлава Таранчевского.